# Dragan Župan
Dragan Župan (Zadar, 29. studenog 1982.) hrvatski je nogometaš koji igra na poziciji veznog igrača. Trenutačno igra za Zagoru Unešić.

## Karijera
Župan je prošao kroz omladinsku školu Hajduka. Nakon toga, igrao je za Uskok, Šibenik i Posušje, a 2005. potpisuje za Zadar koji je tada igrao u Drugoj HNL. Nakon kratke epizode u Međimurju, 2006. se vraća u Zadar u kojem je igrao iduće tri sezone (od čega dvije u Prvoj HNL), da bi 2009. prešao u Istru 1961. Za Istru 1961 je igrao do 2010. godine kada odlazi u trećeligaša NK Raštane. U sezoni 2012./13 ponovno se priključuje momčadi Zadra.

## Vanjske poveznice
- Profil na Transfermarktu
- Profil na HNL statistici